# (2951) Perepadin
(2951) Perepadin (1977 RB8) – planetoida z pasa głównego asteroid okrążająca Słońce w ciągu 5,55 lat w średniej odległości 3,13 j.a. Odkryta 13 września 1977 roku.